# 埃文·奧里瓦
埃文·奧里瓦（Elvin Oliva Casildo，1997年10月24日—），宏都拉斯職業足球運動員，司職後衛，現效力於宏都拉斯職業足球聯賽奧林匹亞體育俱樂部。

## 生涯
奧里瓦的職業生涯首秀，是在2016年8月11日奧林匹亞體育俱樂部以1-0擊敗皇家伊斯柏納體育會的賽事。

## 外部連結
- Soccerway資料庫：埃文·奧里瓦